# Megalodontes thor
Megalodontes thor is een vliesvleugelig insect uit de familie van de Megalodontesidae. De wetenschappelijke naam van de soort is voor het eerst geldig gepubliceerd in 2002 door Taeger.